# Angèle Etoundi Essamba

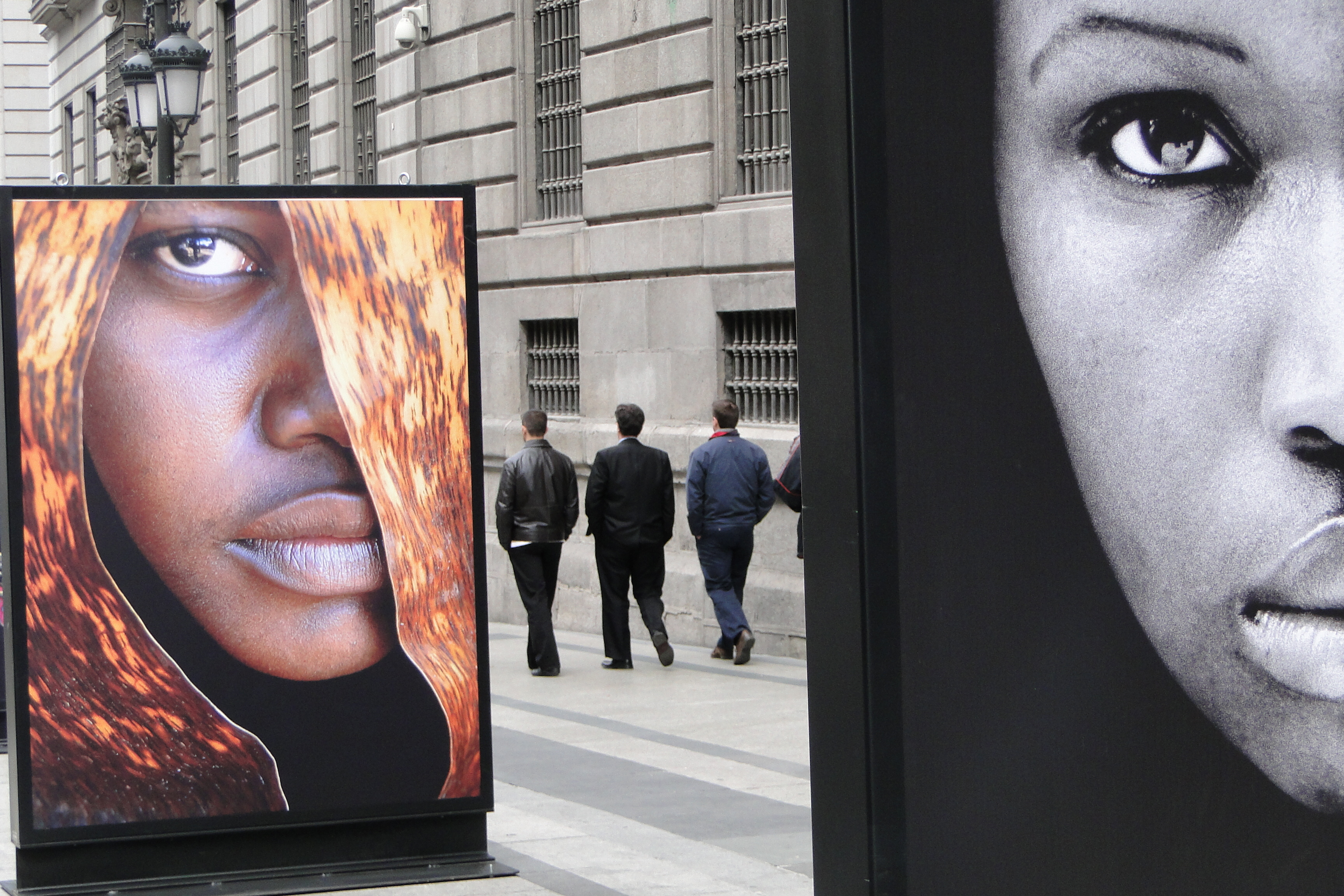
Exposición al aire libre con fotografías de Angèle Etoubdi Essamba en Madrid, España

Angèle Etoundi Essamba (Douala, 1962) es una fotógrafa camerunesa.
Se trasladó a París a los diez años, estudió en la Escuela Profesional Holandesa de Fotografía en La Haya y tiene actualmente un taller en Ámsterdam. 
Ha realizado numerosas exposiciones: Bienal de La Habana (1994), Venecia (1994), Bienal de Sudáfrica en Johannesburgo (1995), Fest des 3 Continents en Nantes (Francia, 1996), Dak’ART en Senegal (2000 y 2002) o la Bienal de Bamako en Malí (2001).